# Jan Kopecký (fotograf)

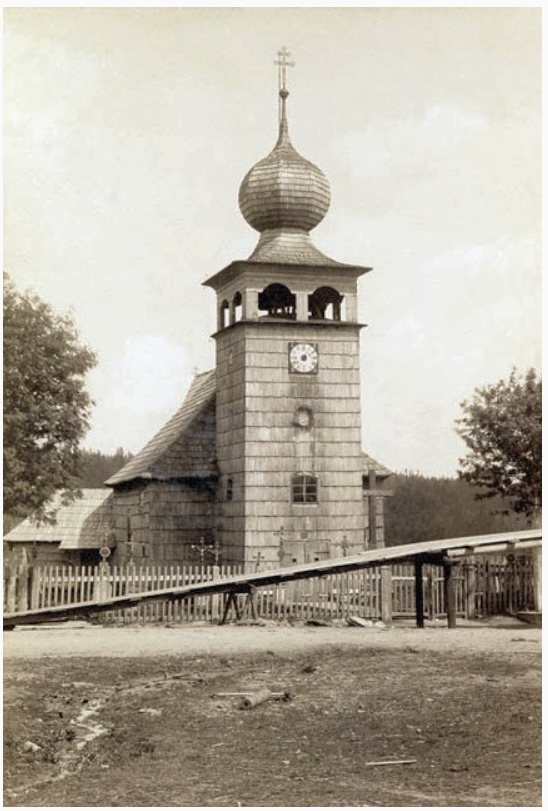
Ukázka kabinetky M. Kopeckého; Kostel sv. Štěpána na Kvildě kolem roku 1885

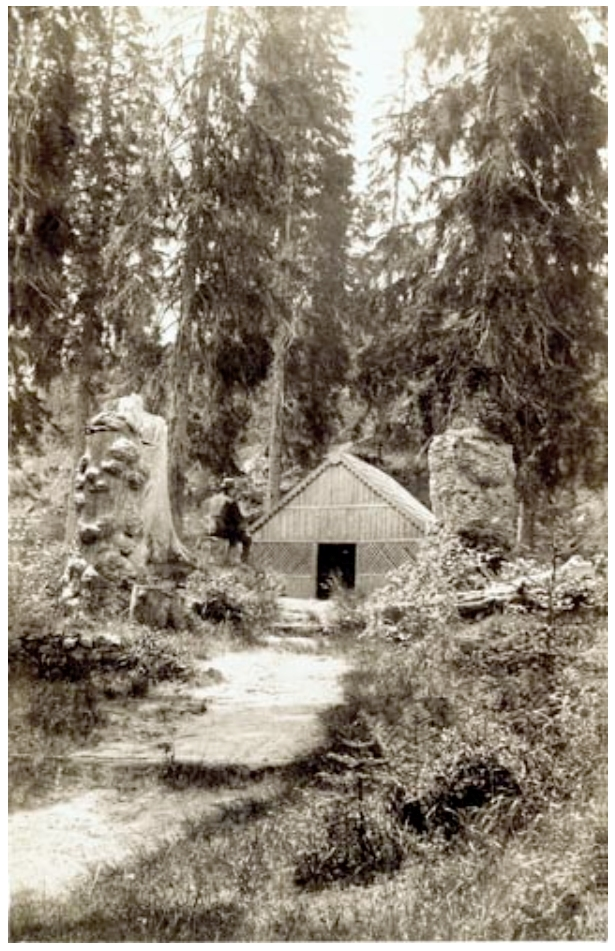
Ukázka kabinetky M. Kopeckého; Pramen Vltavy kolem roku 1886

Jan Kopecký (1846 Horní Litvínov – ????), někdy uváděn jako M. Kopecký (nebo německy: Kopetzky) byl vydavatel a fotograf z Vimperka. Spolu s Josefem Woldanem je historicky řazen mezi první velké fotografy Šumavy, a to především díky systematickému fotografickému zmapování celého regionu. Kopecký je autorem druhého nejstaršího rozsáhlého souboru fotografií Šumavy.

## Život
Jan Kopecký se narodil v roce 1846 v Horním Litvínově. Jeho původní profese byla učitel. Z pohledu odborného fotografického vzdělání byl samoukem a i sám sebe považoval především za fotografa – amatéra. Německy psaný časopis Photographische Correspondenz věnovaný fotografii a fotografům jej v roce 1883 řadil mezi fotoamatéry.
Pozornost vzbudila nabídka vynálezu fotografického amatéra, učitele Kopeckého z Vimperku, týkající se postupu, kterým by mělo být možné suchou cestou vrátit přeexponovaným fotografiím požadovanou sílu a dokonce jednotlivé části snímků zcela odstranit.
Redakce periodika Photographische Correspondenz, Informace o amatérském fotografovi Kopeckém z Vimperka, 
Jan Kopecký svoje snímky označoval jako „M. Kopecký“; například jeho kabinetní fotografie nesly označení „Original Aufnahmen und eigener Verlag M. Kopecký Winterberg“. (česky: „Originální snímky a vlastní nakladatelství M. Kopecký Vimperk“) Na jiných fotografiích uváděl popis „eigener Verlag (früher in Winterberg) jetzt Oberleutendorf" (česky: „vlastní nakladatelství (dříve ve Vimperku), nyní Litvínov“). Kopeckého fotografické cykly týkající se Šumavy nesou tyto německé názvy: Böhmerwald–Album, Böhmerwald, Bayerischer Wald (česky: Šumava–album, Šumava, Bavorský les). Snímky, z nichž některé jsou číslované, nevykazují zjevný systém (občas různé záběry mají identické číslo). Datací spadají snímky odhadem do období let 1885 až 1886; snímků s tematikou Šumavy, pošumaví, Novohradských hor a Českého lesa je celkem asi 100 až 150; jsou to převážně kabinetky a oproti fotografiím Josefa Woldana mají vyšší technickou úroveň. V roce 1895 opustil Jan Kopecký Vimperk a přesunul se do Prahy, ale zde již fotografoval pouze příležitostně (několik jeho záběrů je možno dohledat ve vícedílné publikaci Letem českým světem, půl tisíce fotografických pohledů z Čech, Moravy, Slezska a Slovenska, která byla vydávána v Praze nakladatelstvím J.R. Vilímek v rozmezí let 1896 až 1898).